# 優 (漫畫家)
優（日语：／ Yū，？年10月18日—2017年7月1日），日本漫畫家、插畫家。出身於愛媛縣，生前居住於東京都。女性。

## 生平
2012年，在《Young Ace》（角川書店／KADOKAWA）同年5月號開始連載漫畫版的《狼的孩子雨和雪》。
另外，還負責了從ryo（supercell）企劃製作的藝人Tia的出道單曲《Love Me Give Me》（2012年12月19日發售）到第4張單曲《涅槃》（2015年11月25日發售）的CD封套繪製。
2017年7月1日因急性心臟衰竭去世。同年9月25日，訃聞由丈夫在妻子的Twitter告知。

## 作品列表

### 連載
台灣角川代理用粗體字表示。
- 狼的孩子雨和雪（《Young Ace》2012年5月號－2013年9月號，全3冊）[注 1]
- 第五堂課的戰爭（《Young Ace》2014年6月號[2]－2017年3月號，全4冊）
- （《Manga Time Kirara Carat》2015年9月號－10月號／休載→絕筆[注 2]）

### 短篇
- 指尖（《季刊S》2010年4月號）
- present（《潘朵拉》vol.2 side-B）
- 歡迎回來。（《季刊GELATIN（日语：季刊GELATIN）》2010夏季號）
- （《季刊GELATIN》2010秋季號）
- （《季刊GELATIN》2011冬季號）
- （《季刊GELATIN》2011春季號）
- （《雪姬（日语：ひめシリーズ）》2011年春季號）
- （《雪姬》2012年冬季號）
- （《青春 bitter（日语：アオハル bitter）》）

### 其它（插畫、插圖）
- （著：阿曾山大噴火（日语：阿曽山大噴火））

## 腳註

## 外部連結
- 優的pixiv （日語）
- 優的Instagram帳戶 （日語）
- 優的X（前Twitter） （日語）